# Språkförsvaret
Språkförsvaret er et partipolitisk uafhængigt netværk, som blev stiftet i 2005, og som arbejder for at styrke det svenske sprog og modvirke domænetab (dvs. når et sprog ophører med at anvendes på et område). Språkförsvaret erkender den brugbarhed, engelsk har som fremmedsprog, men mener, at det engelske sprogs nuværende stilling som verdenssprog på længere sigt truer andre sprogs overlevelse, deriblandt det svenske.
Språkförsvaret mener, at flersproglighed har en værdi i sig selv, og at svensk i Sverige i vore dage må forsvares aktivt på en helt anden måde end tidligere i kraft af EU-medlemskabet og den øgede internationalisering.
Språkförsvaret har udarbejdet sit eget udkast til en sproglov for Sverige, ligesom en række andre dokumenter, bl.a. om sprogpolitiken inden for universiteter og højere uddannelser, det nordiske sprogfællesskab, og netværket fungerede også som høringsberettiget instans, da Sveriges nye sproglov blev udarbejdet. 
Netværket har regelmæssigt foranstaltet debatmøder og seminarer. Det svenske sprogs stilling blev diskuteret ved et seminar 2005 såvel som på et debatmøde 2007; svenskens stilling i uddannelsessystemet drøftedes ved et seminar 2008. Efteråret 2009 gennemførtes tre seminarer, dvs. om det svenske sprogs stilling i EU, det nordiske sprogfællesskab og svensk i Finland. Foråret 2010 arrangerede man et seminar om reklamer på engelsk i Sverige. 
Siden sprogloven trådte i kraft den 1. juli 2009, har netværket arbejdet aktivt med at få den nye lov at praktiseres inden for så mange samfundsområdet som muligt. Samtidig har Språkförsvaret afprøvet den nye sproglovs rækkevidde gennem en række JO-anmeldelser, bl.a. mod regeringens engelsksprogede e-post-adresser. Den sidste opnåede JO’s tilslutning.